# Ivan Čehok
Ivan Čehok (ur. 13 września 1965 w Korenjaku koło Varaždina) – chorwacki polityk, samorządowiec, filozof i nauczyciel akademicki, burmistrz Varaždina, poseł do Zgromadzenia Chorwackiego.

## Życiorys
W 1984 uzyskał maturę w Varaždinie, a w 1989 ukończył studia z zakresu literatury porównawczej i filozofii na Uniwersytecie w Zagrzebiu. Po odbyciu służby wojskowej pracował jako nauczyciel w szkołach średnich. W 1992 został asystentem na macierzystej uczelni, na której uzyskał magisterium (1993) i doktorat (1998) w zakresie nauk humanistycznych. Poza Uniwersytetem w Zagrzebiu wykładał także m.in. w szkole policyjnej i kolegium nauczycielskim.
W 1992 dołączył do Chorwackiej Partii Socjalliberalnej (HSLS). W 1997 został radnym żupanii varażdińskiej. W 2000 objął stanowisko zastępcy burmistrza Varaždin. Rok później został burmistrzem tej miejscowości, urząd ten sprawując do 2011. W 2000, 2003 i 2007 był wybierany na deputowanego Zgromadzenia Chorwackiego. Od 2004 do 2006 pełnił funkcję przewodniczącego HSLS, kilka lat później opuścił to ugrupowanie.
W 2011 parlament wyraził zgodę na uchylenie jego immunitetu i tymczasowe aresztowanie w związku z postępowaniem prowadzonym przez służbę antykorupcyjną USKOK. Zwolniony po kilku miesiącach, postępowanie toczyło się w kolejnych latach. W 2017 Ivan Čehok ponownie wygrał wybory na burmistrza Varaždina. Utracił tę funkcję w wyniku wyborów lokalnych w 2021, uzyskał wówczas mandat radnego żupanii varażdińskiej.